# Капибара
Капибарата (Hydrochoerus hydrochaeris) е най-големият съществуващ гризач в света. Най-близките му родственици са агутите, чинчилите, морските свинчета и бобрите. Названието „капибара“ произхожда от kapiÿva на езика гуарани и означава „който яде тънка трева“, докато научното му наименование, „hydrochoerus“, идва от гръцки ὕδρω (идро = вода) + χοίρος (хоирос = прасе, свиня).

## Описание
Капибарите имат тежки, бъчвообразни тела и къси глави и имат червеникаво-кафява козина върху горната част на тялото си, която преминава в жълтеникаво-кафява отдолу. Възрастните капибари достигат до 130 cm на дължина и до тегло от 65 kg. Има сведения за екземпляр с тегло 105,4 kg. Капибарите имат леко ципести крака, нямат опашка и имат 20 зъба. Задните им крака са малко по-дълги от предните. Муцуните им са подравнени с очите, ноздрите и ушите са на върха на главата им. Женските са малко по-леки от мъжките екземпляри. Женските тежат средно от 34 до 61 kg, докато мъжките обикновено тежат от 36 до 66 kg.

## Разпространение
Капибарата се среща по бреговете на различни водоеми в тропическите и умерени части на Централна и Южна Америка, на изток от Андите – от Панама до Уругвай и до североизточните части на Аржентина (до 38°17' ю. ш., провинция Буенос Айрес).